# 長尾短稚鱈
長尾短稚鱈，為輻鰭魚綱鱈形目稚鱈科的其中一種，分布於西印度洋莫三比克海脊海域，為深海底棲性魚類，棲息在大陸坡底層水域，生活習性不明。

## 扩展阅读
維基物種上的相關：長尾短稚鱈